# Каховский, Василий Филиппович
Василий Филиппович Каховский (20 декабря 1916 — 24 августа 1993) — советский и российский историк, археолог, доктор исторических наук (1968), профессор (1969), заслуженный деятель науки Чувашской АССР. Труды в основном посвящены археологии и истории Чувашии и чувашского народа.

## Биография
Родился в деревне Атнашево Цивильского уезда Казанской губернии в крестьянской семье. Поступил в Канашский педтехникум. С 1935 года учительствовал в сельской школе, в 1941 году заочно окончил факультет естествознания ЧГПИ и одновременно исторический факультет Института истории, философии и литературы им. Н. Г. Чернышевского (Москва).
Участник Великой Отечественной войны.
С 1946 по 1955 год директор Чувашского государственного педагогического института. В 1955—1957 годах занимал должность министра просвещения Чувашской АССР. В 1958—1967 годах заведующий кафедрой истории ЧГПИ. В 1967—1989 годах заведующего кафедрой всеобщей истории ЧГУ им. И. Н. Ульянова. С 1989 года заведующий отделом археологии и антропологии Научно-исследовательского института языка, литературы, истории и экономики при Совете Министров Чувашской АССР.
Жизнь трагически оборвалась 24 августа 1993 года в Чебоксарах.
Супруга — Ольга Ивановна Каховская (1917—1987), кандидат педагогических наук; сын Борис (род. 1946) — археолог.

## Научная деятельность
Участник и руководитель археологических экспедиций с 1954 года. Исследовал памятники древности разных эпох на территории Чувашии и Татарстана. Изучал неолитические стоянки, поселения, курганы, могильники балановской, абашевской, срубной культур эпохи бронзы, ананьинской культуры раннего железного века. Выявил и исследовал десятки памятников раннеболгарского и золотоордынского времен, доказал, что в домонгольское время западная граница Волжской Болгарии доходила до р. Сура и территория современной Чувашии входила в состав этого государства.
На основе анализа археологического и этнографического материалов, письменных источников обосновал теорию болгарского происхождения чувашского народа, осветил его этническую историю, раскрыл этнокультурные связи чувашей и их предков с древнемадьярскими племенами, народами Поволжья и Приуралья. Изучал археологию средневековых Чебоксар, полученный материал позволил датировать возникновение города рубежом XIII—XIV вв. Занимался археологическим памятниковедением.
Автор более 140 научных трудов. Профессор (1969 год), избран членом НАНИ ЧР.

### Основные направления
- История древнего Рима (в кандидатской диссертации, защищённой в 1951 году, рассматривал аграрное движение Гракхов).
- Этногенез и этническая история чувашского народа, чему посвящена докторская диссертация, защищённая в 1968 году.
- Археология Чувашии.

### Основные работы
- Поселения эпохи бронзы в Чувашии // Советская археология, 1962. № 1;
- Происхождение чувашского народа. Основные этапы этнической истории. Чебоксары, 1965 (3-е изд. переработ. Чебоксары, 2003);
- Волжская Булгария и формирование чувашской народности // Древности Восточной Европы / Материалы и исследования по археологии СССР. М., 1969. № 169;
- Памятники истории и культуры Чувашской АССР. Чебоксары, 1969;
- Новые памятники болгарской культуры Чувашского Поволжья // Вопросы древней и средневековой археологии Восточной Европы. М., 1978;
- Средневековые Чебоксары: Материалы Чебоксарской экспедиции 1969—1973 гг. М., 1978 (в соавт.)

## Награды
- заслуженный деятель науки Чувашской АССР.
- боевые Ордена
- медали

## Память
Памяти В. Ф. Каховского проводятся традиционные «Каховские чтения» (1996, 2001, 2006 годы).